# Distanza lunare
Il termine distanza lunare indica genericamente la distanza della Luna dalla Terra. È usato in modo specifico nell'ambito della navigazione celeste e dell'astronomia.
Grazie a 5 prismi topografici (specchi) lasciati nelle missioni Apollo, puntando fasci laser su di essi attualmente la distanza terra-luna può essere misurata al millimetro

## Nella navigazione celeste
Nella navigazione celeste, si dice distanza lunare l'angolo del centro della Luna dal Sole o dalle stelle più luminose. Si può misurare facendo uso di un sestante. Grazie alla distanza lunare e ad un almanacco nautico è possibile calcolare l'ora locale e quindi la longitudine.

## In astronomia
In astronomia, si dice distanza lunare la distanza della Luna dalla Terra. Il suo valore medio è di 384403 km. Questo valore è noto con precisione grazie alle misure con tecnologia LLR del tempo impiegato dai raggi laser inviati dalla Terra per raggiungere i retroflettori posti sulla Luna negli anni settanta del Novecento e tornare indietro. 

La Luna si sta allontanando ogni anno di 3,8 cm dalla Terra. L'astronomo G. H. Darwin fu il primo a cimentarsi nell'idea della recessione lunare, mentre i primi che si cimentarono nella misurazione della distanza Luna-Terra furono Aristarco di Samo, nell'opera "Sulle dimensioni e distanze del Sole e della Luna", Ipparco di Nicea, che errò di circa 26000 km cioè del 6,8%, rispetto al valore medio (si tenga conto che, nella realtà, tra la distanza massima e quella minima c'è uno scarto di oltre 40000 km).